# Baojun RS-7
Baojun RS-7 – samochód osobowy typu crossover klasy wyższej produkowany pod chińską marką Baojun w latach 2020–2021.

## Historia i opis modelu
Baojun RS-7 zadebiutował w czerwcu 2020 roku jako duży, sztandarowy crossover łączący cechy SUV-a i minivana. W przeszklonej kabinie pasażerskiej pokrytej szklanym dachem wygospodarowano przestrzeń na trzy rzędy siedzeń dla maksymalnie sześciu pasażerów na samonośnych obracanych fotelach.
Pod kątem wizualnym RS-7 został upodobniony do innych modeli w ofercie Baojuna, adaptując wdrożony w 2018 roku język stylistyczny Interstellar Geometry. Pas przedni zdominował sześciokątny wlot powietrza przyozdobiony diamentowymi formami, z kolei reflektory przyjęły dwupoziomową formę.
Gamę jednostek napędowych Baojuna RS-7 okrojono wzorem innych nowych modeli chińskiego producenta do jednego, czterocylindrowego silnika o pojemności 1,5-litra. Dzięki turbodoładowaniu rozwija ona moc 175 KM.

### Sprzedaż
Podobnie jak inne modele chińskiego producenta z linii New Baojun, RS-7 oferowany był wyłącznie na wewnętrznym rynku z myślą o nabywcach z dużych metropolii. Sprzedaż pojazdu rozpoczęła się w grudniu 2020 roku i zakończyła się po zaledwie roku z powodu niewielkiego popytu.

### Silnik
- R4 1.5l 175 KM